# Diplotemnus insularis
Espèce
Diplotemnus insularis est une espèce de pseudoscorpions de la famille des Atemnidae.

## Distribution
Cette espèce est endémique des rochers Saint-Pierre et Saint-Paul au Pernambouc au Brésil dans l'océan Atlantique,,.

## Publication originale
- Chamberlin, 1933 : Some false scorpions of the atemnid subfamily Miratemninae (Arachnida - Chelonethida). Annals of the Entomological Society of America, vol. 26, p. 262-268.